# Sidney Sheldon
Sidney Sheldon (Chicago, 11 febbraio 1917 – Los Angeles, 30 gennaio 2007) è stato uno scrittore, sceneggiatore e regista statunitense, autore di best seller e unico scrittore ad aver vinto un Oscar, un Tony Award e un Edgar Award.

## Biografia
Arrivato a Hollywood nel 1937, iniziò a lavorare alla Universal Studios come lettore di manoscritti per $17.00 alla settimana e nel 1941 si arruolò nella Air Force durante la Seconda guerra mondiale come pilota.
Rientrato a Hollywood, iniziò la sua lunga carriera di successi come sceneggiatore alla MGM e agli Studi Paramount. Nel 1941 scrisse la sua prima sceneggiatura per il film A sud di Panama, per il quale ricevette un compenso di 250 dollari. Nel 1948 vinse l'Oscar alla migliore sceneggiatura originale per Vento di primavera con Cary Grant e Myrna Loy. Il film vinse anche il Box Office Blue Ribbon Award per la sceneggiatura.
Sheldon fu anche autore di telefilm popolari come Cuore e batticuore e Strega per amore.

## Filmografia
Regia
- La sposa sognata (Dream Wife) (1953)

Sceneggiatura
- Vento di primavera (The Bachelor and the Bobby-Soxer), regia di Irving Reis (1947)
- Ti amavo senza saperlo (Easter Parade), regia di Charles Walters (1948)
- I Barkleys di Broadway (The Barkleys of Broadway), regia di Charles Walters (1949)
- Anna prendi il fucile (Annie Get Your Gun), regia di George Sidney (1950)
- Le vie del cielo (Three Guys Named Mike), regia di Charles Walters (1951)
- La sposa sognata (Dream Wife) (1953)
- La porta del mistero (Remains to be Seen), regia di Don Weis (1953)
- Il nipote picchiatello (You're Never Too Young), regia di Norman Taurog (1955)
- Mezzogiorno di... fifa (Pardners), regia di Norman Taurog (1956)
- Le tre notti di Eva (The Birds and the Bees), regia di Norman Taurog (1956)
- Una notte movimentata (All in a Night's Work), regia di Joseph Anthony (1961)
- La ragazza più bella del mondo (Billy Rose's Jumbo), regia di Charles Walters (1962)
- L'altra faccia di mezzanotte (The Other Side of Midnight), regia di Charles Jarrott (1977)
- Linea di sangue (Bloodline), regia di Terence Young (1979)

## Opere
- Il volto nudo (The Naked Face) (1970)
- L'altra faccia di mezzanotte (The Other Side of Midnight) (1973)
- Uno straniero allo specchio (A Stranger in the Mirror) (1976)
- Linea di sangue (Bloodline) (1977)
- La rabbia degli angeli (Rage of Angels) (1980)
- Padrona del gioco (Master of the Game) (1982)
- Se domani verrà (If Tomorrow Comes) (1985)
- I mulini a vento degli dei (Windmills of the Gods) (1987)
- Le sabbie del tempo (The Sands of Time) (1988)
- Ricordi di mezzanotte (Memories of Midnight) (1990)
- La congiura dell'Apocalisse (The Doomsday Conspiracy) (1991)
- E le stelle brillano ancora (The Stars Shine Down) (1992)
- Nulla è per sempre (Nothing Lasts Forever) (1994)
- Giorno e notte (Morning, Noon, and Night) (1995)
- Una donna non dimentica (The Best Laid Plans) (1997)
- Dietro lo specchio (Tell Me Your Dreams) (1998)
- L'amore non si arrende (The Sky Is Falling) (2001)
- Hai paura del buio? (Are You Afraid of the Dark?) (2004)
- Una stella continua a brillare (The other side of me) (2005)

## Riconoscimenti
- Premio Oscar alla migliore sceneggiatura originale (1948)